# Polsterförmiger Feuerschwamm
Der ungenießbare Punktförmige oder Polsterförmige Feuerschwamm (Fomitiporia punctata, Syn. Phellinus punctatus) ist eine Pilzart aus der Familie der Borstenscheiblingsverwandten. Der Pilz bildet auch an senkrechten Stämmen flache bis kissenförmige Fruchtkörper aus, die auf ihrer glatten Oberfläche sehr kleine, graue bis braune Poren haben. Setae fehlen und die großen Sporen sind fast kugelig. Man findet die mehrjährigen, deutlich geschichteten Fruchtkörper ganzjährig an Laubholz, meist an Weiden und Haseln.

## Merkmale

### Makroskopische Merkmale
Die kissenförmig bis langwulstigen Fruchtkörper sind etwa 10–40 cm lang, je nach Astbreite 4–8 cm breit und 0,5–2,5 cm dick. Sie wachsen meist in der Längsrichtung der befallenen Äste und Stämme. Der Rand liegt dem Substrat eng und fest an, sodass sich die Fruchtkörper nur schwer ablösen lassen. Auch an senkrechten Ästen oder Stämmen bildet der Feuerschwamm niemals eine Hutkante aus. Die Oberfläche ist graubraun, hasel- bis rostbraun und der Rand läuft dünn aus. Ein Subiculum ist meist kaum erkennbar und in jedem Falle dünner als 1 mm. Die Röhren setzen unmittelbar auf dem Substrat auf und sind 1–3 mm lang. Bis zu zehn Röhrenschichten können übereinander liegen, meist sind es 3–7. Dabei wird die Fläche der vorhergehenden Schicht von der neuen nicht ganz bedeckt, sodass sich der Rand farblich vom Rest absetzt, da die alten Poren durch Füllhyphen ausgefüllt werden und dann grau erscheinen. Oft sind sie auch durch Algen grün gefärbt. Die rundlichen bis längs gestreckten Poren sind winzig klein, pro Millimeter findet man etwa 5–6 Poren. Mit Kalilauge verfärbt sich das Fleisch fast schwarz.

### Mikroskopische Merkmale
Zumindest bei den europäischen Sippen scheinen die sonst für die Gattung der Feuerschwämme so typischen Setae zu fehlen. Stattdessen findet man im Hymenium neben den 10–15 µm langen und 7–11 µm breiten Basidien Zystidiolen. Dies sind blasenförmige, hyaline Zellen von etwa der Größe einer Basidie. Die Zystidiolen laufen an ihrem Scheitel in einen 1–3 µm breiten, durchscheinenden, später blassbraunen Hyphenfaden aus, der ins Röhrenlumen hineinragt. Zwar fehlen kristalltragende Hyphen, aber man findet fast immer sehr auffallende, stark lichtbrechende, rhombische oder unregelmäßig geformte Kristalle, die oft mit ihrer dreieckig-kegeligen Spitze aus dem Hymenium herausragen. Sie kommen aber auch an anderen Stellen des Tramas vor. Das Hyphensystem ist dimitisch, neben den durchscheinenden, generativen Hyphen gibt es dickwandige, 3–4,5 µm breite, braune Skeletthyphen. Die Sporen sind im Vergleich zu anderen Feuerschwämmen groß. Sie sind hyalin, breit-ellipsoid bis fast kugelig und messen etwa 6–7,5(–8,5) × 5–7,5 µm.

## Artabgrenzung
Es gibt eine ganze Reihe von ähnlich aussehenden Arten. Von den an Laubbäumen wachsenden Feuerschwämmen sind das vor allem der Schmalsporige (Fuscoporia ferrea), der Muschelförmige (Phellinus conchatus), der Birken- (Ph. laevigatus) und der Faulbaum-Feuerschwamm (Ph. rhamni). Der Polsterförmige Feuerschwamm unterscheidet sich von ihnen durch das Fehlen von Hymenial-Seten und durch seine größeren, fast rundlichen Sporen. Außerdem hat er keine kristalltragende Hyphen.
Ähnliche Schichtpilze wie der Rußbraune Schichtpilz (Lopharia spadicea) können leicht durch die Kalilaugereaktion unterschieden werden. Das Fleisch des Polsterförmige Feuerschwamm verfärbt sich mit Kalilauge schwarz, während sich das Fleisch bei den Schichtpilzen nicht oder kaum verfärbt.

## Ökologie
Der Polsterförmige Feuerschwamm kommt ganzjährig an absterbenden oder toten, noch stehenden Ästen oder Stämmen vor. In Mitteleuropa sind seine beiden Hauptwirte Weiden (Salix) und Hasel (Corylus). Er wächst aber auch auf einer ganzen Reihe weiterer Laubbäume, wenn auch wesentlich seltener. In dem befallenen Holz ruft der Pilz eine Weißfäule hervor, die allerdings nicht allzu stark ist, da das Holz auch unter mehrjährigen Fruchtkörpern lange recht fest bleibt.
Der Feuerschwamm bevorzugt Standorte mit hoher Luftfeuchtigkeit. Man findet ihn daher besonders häufig in Flussauen, an Seeufern sowie in Moor- und Bruchwäldern. Die Fruchtkörper wachsen an mehr oder weniger senkrecht stehenden, berindeten Ästen und Stämmen und haben immer einigen Abstand vom Erdboden. An am Boden liegendem Holz sterben die Fruchtkörper rasch ab.

## Verbreitung

Europäische Länder mit Fundnachweisen des Polsterförmige Feuerschwamms.
Legende:
grün = Länder mit Fundmeldungen
cremeweiß = Länder ohne Nachweise
hellgrau = keine Daten
dunkelgrau = außereuropäische Länder.

Der nahezu weltweit verbreitete Pilz kommt in Neuseeland, Südamerika (Argentinien), Zentralamerika (Panama), Nordamerika (Kanada, USA), Asien (Japan, Nord- und Südkorea), Nordafrika (Marokko) und Europa vor.
In Europa ist die Art submeridional bis boreal verbreitet, wobei eine schwach kontinentale Tendenz zu beobachten ist. Im atlantisch beeinflussten Westeuropa ist der Polsterförmige Feuerschwamm sehr selten bis recht selten, in England kommt er zerstreut bis selten vor, aus Schottland gibt es einige wenige Nachweise, auf der Irischen Insel fehlt er ganz. Auch in den Beneluxstaaten ist er selten. In den südeuropäischen Mittelmeerländern hingegen scheint er sehr weit und auf vielen Wirtspflanzen verbreitet zu sein. Von Portugal, Spanien, Italien und Griechenland ist er ziemlich lückenlos nordwärts bis ins mittlere Fennoskandinavien und ostwärts bis nach Nord- und Mittelrussland, sowie zum südlichen Ural und zum Kaukasus verbreitet. In Fennoskandinavien folgt der Pilz seinen dortigen Hauptwirten, Weide und Haselnuss, weit bis nach Norden. In Norwegen gibt es Funde bis zum 69. Breitengrad. Innerhalb seines mitteleuropäischen Verbreitungsgebiets kommt die Art in den meisten Ländern nur zerstreut vor, er tritt aber an geeigneten Standorten oft gehäuft auf. In den Alpen steigt er bis in die untere montane Zone auf.
In Deutschland streut die Art von den Meeresküsten bis in die Alpen weit und ist regional ziemlich dicht verbreitet. Besonders zahlreich ist er im Alpenvorland und in den Alpentälern, wie zahlreiche Funde aus Südbayern und Österreich beweisen.

## Bedeutung
Der Punktförmige Feuerschwamm ist kein Speisepilz.